# Banca Cambiano
La Banca Cambiano 1884 S.p.A. è una banca italiana fondata il 20 aprile 1884, ed è a tutt'oggi anche la più antica banca di credito cooperativo operante in Italia.
Ha la sua sede legale a Firenze.

## Storia
Banca Cambiano nasce il 20 aprile 1884 come Cassa Cooperativa di Prestiti per libera iniziativa di Vittorio Niccoli e un gruppo di venti privati cittadini inizialmente con il nome di Cassa Cooperativa di Prestiti di Cambiano con sede a Cambiano nel comune di Castelfiorentino (FI).
In seguito assume il nome di Cassa Rurale ed Artigiana di Cambiano di Castelfiorentino e poi nel 1994 divenne la Banca di Credito Cooperativo di Cambiano.
Il primo gennaio 2017 acquisisce la forma giuridica di S.p.A, con la denominazione di Banca Cambiano 1884 S.p.A.
La sede sociale e la direzione generale si sono spostate a Firenze, mentre la struttura operativa centrale rimane a Castelfiorentino.
Il 27 novembre 2021 la Banca d'Italia autorizza l'operazione di incorporazione in Banca Cambiano S.p.A. di Invest Banca S.p.A., società specializzata nella profilazione di servizi di investimento, prevista nell'atto di fusione (registrato il 19.11.2021).
Nella prima metà del 2023 avviene il lancio di CambianOnline, il nuovo canale digitale della banca dedicato ai servizi bancari e finanziari.